# Köln-Gesetz
Das Gesetz zur Neugliederung der Gemeinden und Kreise des Neugliederungsraumes Köln (Köln-Gesetz) vom 5. November 1974 enthält die Gebietsreform in der Region Köln auf der kommunalen Ebene. Das Gesetz trat am 1. Januar 1975 in Kraft und ist Teil der umfassenden Gebietsreformen der 1960er und 70er Jahre in Nordrhein-Westfalen.
Es beendete die vielerorts kleinteilige kommunale Struktur und ist bis heute eine wesentliche Rechtsgrundlage der kommunalen Gliederung der Raumordnungsregion Köln, d. h. der kreisfreien Städte Köln und Leverkusen sowie des Rhein-Erft-Kreises, des Rheinisch-Bergischen Kreises und des Oberbergischen Kreises.
Der Verfassungsgerichtshof für das Land Nordrhein-Westfalen entschied mit Urteil vom 6. Dezember 1975, dass das Köln-Gesetz, soweit es die Stadt Wesseling betrifft, abgesehen von § 23 Nr. 2 (Eingliederungen in die Stadt Brühl) mit Art. 78 der Verfassung für das Land Nordrhein-Westfalen nicht vereinbar ist. Das hieß, dass die Eingemeindung von Wesseling in die Stadt Köln verfassungswidrig war. Der Verfassungsgerichtshof sah jedoch davon ab, die Nichtigkeit der Eingemeindung zu erklären, da nach der Auflösung des Kreises Köln kein Kreis mehr bestand, dem die Stadt Wesseling von Rechts wegen angehören würde und daher über die – gegebenenfalls vorläufige – Zuordnung der Stadt Wesseling zu einem Kreis noch entschieden werden musste. Zur Korrektur wurde eine Frist bis zum 30. Juni 1976 gesetzt. Daraufhin wurde gemäß § 1 des Wesseling-Gesetzes die Stadt Wesseling, soweit sie in die Stadt Köln eingemeindet worden war, unter Einschluss einiger Grundstücke der Gemarkung Keldenich, die ansonsten zu Exklaven der Stadt Köln geworden wären, mit Wirkung vom 1. Juli 1976 aus der Stadt Köln ausgegliedert.

## Gesetzgebung
Am 24. Mai 1974 brachte die Landesregierung einen Gesetzentwurf für das Köln-Gesetz in den Landtag ein. Die erste Lesung fand am 12. Juni 1974 statt.
Am 19. September 1974 legte der zuständige Ausschuss für Verwaltungsreform dem Landtag seinen Bericht vor. Er empfahl die Annahme des Gesetzentwurfes unter Berücksichtigung der nachfolgenden Änderungen und einiger Fehlerberichtigungen:
- Stadt Köln: Belassung von Efferen bei Hürth
- Gemeinde Pulheim: leicht geänderte Grenzziehung innerhalb der alten Gemeinde Sinnersdorf (Orrer Busch)
- Stadt Frechen: geänderte Grenzberichtigung zu Hürth zwischen Bachem und Gleuel entlang der Autobahn; leicht geänderte Grenzziehung innerhalb der alten Gemeinde Lövenich (Klärwerk)
- Stadt Kerpen: Eingliederung von Buir nach Kerpen anstelle eines Zusammenschlusses mit Merzenich
- Gemeinde Klüppelberg: Eingliederung des Ortsteils Neuenhaus nach Kierspe
- Gemeinde Marienheide: Eingliederung des Kiersper Anteils von Wilbringhausen nach Marienheide, geänderte Grenzziehung innerhalb der alten Gemeinde Klüppelberg
- Stadt Opladen: Vereinigung von Opladen mit Bergisch Neukirchen zu einer kreisangehörigen Stadt Opladen anstelle des Zusammenschlusses mit Leverkusen zu einer kreisfreien Stadt; Aufhebung der Kreisfreiheit von Leverkusen; Eingliederung von Leverkusen und Opladen in den Rheinisch-Bergischen Kreis
- Stadt Solingen: vollständige Zuordnung der Sengbachtalsperre, auch soweit sie bisher zu Witzhelden und Wermelskirchen gehörte, zu Solingen

Zur Zweiten Lesung am 25. September 1974 lagen vor:
- Änderungsanträge von Mitgliedern der CDU-Fraktion[7] und der SPD-Fraktion[8], wonach wie ursprünglich von der Landesregierung vorgeschlagen Leverkusen, Opladen und Bergisch Neukirchen zu einer kreisfreien Stadt Leverkusen zusammengefasst werden sollten. Diese Änderung wurde mehrheitlich angenommen.
- Änderungsanträge von Mitgliedern der SPD-Fraktion[9] und der CDU-Fraktion[10], wonach die Stadt Wesseling selbständig bleiben sollte. Diese Anträge wurden mehrheitlich abgelehnt.
- Änderungsanträge von Mitgliedern der CDU-Fraktion[11] und der SPD-Fraktion sowie des FDP-Abgeordneten Koch[12], wonach die Stadt Porz am Rhein selbständig bleiben sollte. Diese Anträge wurden mit 80 Ja-Stimmen, 111 Nein-Stimmen und 4 Enthaltungen (Hammelsprung) abgelehnt.
- Änderungsantrag von Mitgliedern der SPD-Fraktion[13], wonach der Ortsteil Marsdorf bei der Stadt Frechen verbleiben sollte. Dieser Antrag wurde mehrheitlich abgelehnt.
- Änderungsantrag von Mitgliedern der SPD-Fraktion[14], wonach der Ortsteil Efferen der Stadt Hürth entsprechend der Regierungsvorlage in die Stadt Köln eingegliedert werden sollte. Dieser Antrag wurde mehrheitlich abgelehnt.
- Änderungsantrag von Mitgliedern der SPD-Fraktion[15], die Gemeinden Pulheim, Brauweiler, Sinnersdorf und Stommeln vollständig nach Köln einzugliedern. Dieser Antrag wurde mit großer Mehrheit abgelehnt.
- Änderungsantrag von Mitgliedern der CDU-Fraktion[16], die Gemeinden Rheinbach und Swisttal aus dem Rhein-Sieg-Kreis aus- und in den Kreis Euskirchen einzugliedern. Dieser Antrag wurde mit großer Mehrheit abgelehnt.

Ein Änderungsantrag, die vorgesehene Grenzberichtigung im Bereich der Bayer-Werke zu unterlassen, wurde in der Sitzung wieder zurückgezogen.
Zur abschließenden 3. Lesung legte der Ausschuss einen entsprechend der Beschlüsse der 2. Lesung überarbeiteten Entwurf vor.
Diese 3. Lesung fand am 27. September 1974 statt. Dort wurden nochmals vier Änderungsanträge gestellt, die die Selbständigkeit der Städte Wesseling, Porz und Bensberg betrafen. Sie wurden sämtlich abgelehnt. Darüber hinaus wurde noch eine Korrektur in Bezug auf die Grenze zwischen Leverkusen und Köln eingefügt. Das Gesetz wurde anschließend bei 27 Gegenstimmen und 5 Enthaltungen angenommen.

## Kurzbeschreibung
Das Gesetz besteht aus 30 Paragrafen und Anlagen. Nachfolgend ein Überblick. 
| I. Abschnitt   | Gebietsänderungen im Bereich der Gemeinden |
| § 1            | Eingliederung der Städte Porz am Rhein und Wesseling, der Gemeinden Lövenich, Rodenkirchen und Sinnersdorf (ohne den Ort Sinnersdorf selbst), der Ortsteile Marsdorf aus der Stadt Frechen und Widdersdorf der Gemeinde Brauweiler sowie von Grundstücken der Stadt Brühl und der Gemeinden Bornheim, Hürth, Pulheim und Rösrath in die Stadt Köln |
| § 2            | Zusammenschluss der Städte Bensberg (ohne Dürscheid, Immekeppel, Lehmbach-Hellenthal, Spitze und Untereschbach) und Bergisch Gladbach (ohne Rosenthal) zur neuen Stadt Bergisch Gladbach und Eingliederungen des Ortsteils Schildgen der Gemeinde Odenthal in diese |
| § 3            | Zusammenschluss von Brauweiler (ohne Neu-Freimersdorf und Widdersdorf), Pulheim und Stommeln zur neuen Gemeinde Pulheim und Eingliederungen des Ortsteils Sinnersdorf der Gemeinde Sinnersdorf sowie von Grundstücken der Gemeinde Lövenich in diese |
| § 4            | Eingliederung der Ortsteile Neu-Freimersdorf der Gemeinde Brauweiler, Königsdorf der Gemeinde Lövenich sowie Grefrath und Habbelrath der Gemeinde Türnich in die Stadt Frechen, Grenzbegradigung zwischen Frechen und Hürth |
| § 5            | Zusammenschluss der Städte Bedburg (ohne Auenheim) und Kaster sowie der Gemeinden Lipp, Königshoven und Pütz zur neuen Stadt Bedburg und Eingliederung von Grundstücken aus den Gemeinden Glesch und Hüchelhoven in diese; Auflösung der Ämter Bedburg und Königshoven |
| § 6            | Zusammenschluss der Stadt Bergheim (Erft) und der Gemeinden Glesch, Hüchelhoven, Niederaußem, Oberaußem-Fortuna, Paffendorf und Quadrath-Ichendorf zur neuen Stadt Bergheim und Eingliederung des Ortsteils Auenheim der Stadt Bedburg sowie der Ortsteile Ahe und Thorr der Gemeinde Heppendorf sowie von Grundstücken der Gemeinden Horrem und Sindorf in diese; Auflösung des Amtes Bergheim (Erft) |
| § 7            | Zusammenschluss der Stadt Kerpen und der Gemeinden Blatzheim, Buir, Horrem, Manheim, Mödrath, Sindorf und Türnich (ohne Grefrath und Habbelrath) zur neuen Stadt Kerpen und Eingliederung von Grundstücken der Stadt Frechen und der Gemeinde Heppendorf in diese; Auflösung der Ämter Buir, Horrem und Kerpen |
| § 8            | Zusammenschluss von Angelsdorf, Elsdorf (Rhld.), Esch, Heppendorf (ohne Ahe und Thorr), Niederembt und Oberembt zur neuen Gemeinde Elsdorf; Auflösung des Amtes Elsdorf (Rhld.) |
| § 9            | Eingliederung des Ortsteils Lehmbach-Hellenthal der Stadt Bensberg und von Grundstücken der Gemeinde Overath in die Gemeinde Rösrath |
| § 10           | Eingliederung der Ortsteile Immekeppel und Untereschbach der Stadt Bensberg und Brombach der Gemeinde Hohkeppel sowie von Grundstücken der Gemeinde Rösrath in die Gemeinde Overath |
| § 11           | Zusammenschluss der Gemeinden Bechen (ohne Eikamp-Nußbaum und Liesenbergermühle), Kürten und Olpe (ohne Frangenberg) zur neuen Gemeinde Kürten und Eingliederung der Ortsteile Dürscheid und Spitze der Stadt Bensberg und Laudenberg der Gemeinde Wipperfeld sowie von Grundstücken der Gemeinden Lindlar und Odenthal in diese; Auflösung des Amtes Kürten |
| § 12           | Zusammenschluss der Stadt Wipperfürth und der Gemeinden Klüppelberg (ohne Eiringhausen, Gogarten, Kempershöhe, Neuenhaus) und Wipperfeld (ohne Laudenberg) zur neuen Stadt Wipperfürth; Eingliederung des Ortsteils Neuenhaus der Gemeinde Klüppelberg in die Stadt Kierspe |
| § 13           | Zusammenschluss der Gemeinden Engelskirchen (ohne Brächen, Buddelhagen und Verr) und Ründeroth zur neuen Gemeinde Engelskirchen und Eingliederung der Ortsteile Neuremscheid und Rembruch der Gemeinde Gimborn, Kastor der Gemeinde Hohkeppel sowie Hülsen, Niederhof, Rottland und Unterstaat der Gemeinde Overath in diese; Eingliederung der Ortsteile Brächen, Buddelhagen und Verr der Gemeinde Engelskirchen und von Grundstücken der Gemeinde Ründeroth in die Stadt Wiehl; Auflösung des Amtes Engelskirchen |
| § 14           | Eingliederung der Gemeinde Hohkeppel (ohne Brombach und Kastor), der Ortsteile Holz der Gemeinde Engelskirchen, Leppetal und Remshagen der Gemeinde Gimborn, Frangenberg der Gemeinde Olpe sowie Kleuelshöhe und Lehmshof der Gemeinde Overath in die Gemeinde Lindlar |
| § 15           | Eingliederung der Gemeinde Gimborn (ohne Leppetal, Neuremscheid, Obergimborn, Rembruch und Remshagen) in die Stadt Gummersbach und Grenzkorrekturen mit Marienheide und Wiehl |
| § 16           | Eingliederung des Ortsteils Wilbringhausen und weiterer Grundstücke der Stadt Kierspe, des Ortsteils Obergimborn der Gemeinde Gimborn, der Ortsteile Eiringhausen, Gogarten und Kempershöhe (einschließlich Königsheide, Krommenohl und Mittelweg) der Gemeinde Klüppelberg und Pentinghausen der Gemeinde Lindlar sowie von Grundstücken der Stadt Gummersbach in die Gemeinde Marienheide |
| § 17           | Zusammenschluss der kreisfreien Stadt Leverkusen sowie der Städte Opladen und Bergisch Neukirchen zur neuen kreisfreien Stadt Leverkusen und Eingliederung des Stadtteils Hitdorf der Stadt Monheim und von Grundstücken der Städte Burscheid, Köln, Langenfeld (Rheinland) und Leichlingen (Rheinland) in diese |
| § 18           | Eingliederung des Ortsteils Rosenthal der Stadt Bergisch Gladbach und der Ortsteile Eikamp, Liesenbergermühle und Nußbaum der Gemeinde Bechen in die Gemeinde Odenthal |
| § 19           | Eingliederungen des Ortsteils Nüxhausen der Stadt Wermelskirchen in die Stadt Burscheid |
| § 20           | Eingliederungen der Gemeinde Witzhelden sowie von Grundstücken der Städte Langenfeld (Rheinland) und Opladen in die Stadt Leichlingen (Rheinland); |
| § 21           | Zusammenschluss der Stadt Wermelskirchen (ohne Bergisch Born und Nüxhausen) und der Gemeinden Dabringhausen und Dhünn zur neuen Stadt Wermelskirchen; Eingliederung des Ortsteils Höhrath der Stadt Wermelskirchen in die Stadt Solingen; Auflösung des Amtes Wermelskirchen |
| § 22           | Eingliederung der Ortsteile Dorweiler, Pingsheim und Wissersheim der Stadt Erftstadt in die Gemeinde Nörvenich |
| § 23           | Eingliederung von Grundstücken der Gemeinde Hürth und der Stadt Wesseling in die Stadt Brühl |
| II. Abschnitt  | Gebietsänderungen im Bereich der Kreise |
| § 24           | Auflösung des Rhein-Wupper-Kreises und des bisherigen Rheinisch-Bergischen Kreises und Gründung eines neuen Rheinisch-Bergischen Kreises aus den Gemeinden Bergisch Gladbach, Burscheid, Kürten, Leichlingen, Odenthal, Overath, Rösrath und Wermelskirchen |
| § 25           | Auflösung des bisherigen und Gründung eines neuen Oberbergischen Kreises aus den Gemeinden Bergneustadt, Engelskirchen, Gummersbach, Hückeswagen, Lindlar, Marienheide, Morsbach, Nümbrecht, Radevormwald, Reichshof, Waldbröl, Wiehl und Wipperfürth |
| § 26           | Auflösung der Kreise Bergheim (Erft) und Köln und Gründung des neuen Erftkreises (heute Rhein-Erft-Kreis) aus den Gemeinden Bedburg, Bergheim, Brühl, Elsdorf, Erftstadt, Frechen, Hürth, Kerpen und Pulheim (später auch mit Wesseling) |
| III. Abschnitt | Gerichtsorganisation |
| § 27           | Zuordnung der neugebildeten Gemeinden zu den Amtsgerichten, Auflösung des Amtsgerichts Lindlar, Umgliederung des Amtsgerichts Lechenich in den Landgerichtsbezirk Köln, Umbenennung der Amtsgerichte Opladen und Bensberg in Leverkusen und Bergisch Gladbach |
| § 28           | Zuordnung der neugebildeten Kreise zu den Gerichten der Verwaltungsgerichtsbarkeit |
| IV. Abschnitt  | Schlussbestimmungen |
| § 29           | Rechtsnachfolge; Gebietsänderungsverträge |
| § 30           | Inkrafttreten |
|                | Anlagen |